# Eirenis lineomaculatus
Eirenis lineomaculatus är en ormart som beskrevs av Schmidt 1939. Eirenis lineomaculatus ingår i släktet Eirenis och familjen snokar. Inga underarter finns listade i Catalogue of Life.
Arten förekommer i västra Syrien, i Libanon, i angränsande områden av Turkiet, i norra Israel och i nordvästra Jordanien. Den lever i kulliga områden och i bergstrakter mellan 400 och 1300 meter över havet. Individerna vistas i klippiga områden med glest fördelade träd (främst ekar och tallar). Ibland besöks trädgårdar.  Honor lägger antagligen ägg. Eirenis lineomaculatus är med en längd av 20 till 30 cm en liten orm.
I delar av utbredningsområdet påverkas beståndet negativt genom intensiv mänsklig aktivitet. Denna orm är i de flesta regioner vanligt förekommande. IUCN kategoriserar arten globalt som livskraftig.